# Brecciarola
 Brecciarola est une frazione de la ville Chieti, situé dans les Abruzzes en Italie.

## Source
- (nl) Cet article est partiellement ou en totalité issu de l’article de Wikipédia en néerlandais intitulé « Brecciarola » (voir la liste des auteurs).